# Église Saint-Pair de Saint-Pair-sur-Mer
L'église Saint-Pair de Saint-Pair-sur-Mer est un édifice catholique, qui se dresse sur le territoire de la commune française de Saint-Pair-sur-Mer, dans le département de la Manche, en région Normandie. L'édifice est inscrit aux monuments historiques.

## Localisation
L'église Saint-Pair est située à Saint-Pair-sur-Mer, dans le département français de la Manche.

## Historique
À l'origine se dressait ici un monastère fondé par saint Pair, l'un des premiers établissements monastiques du diocèse de Coutances avec les abbayes de Saint-Marcouf, Portbail, Saint-Sever, Landelles et Saint-Fromond,.
L'église Saint-Pair est dédiée à Paterne d'Avranches. Le nom de son architecte Rogerius de Altomansiunculo, qui caementariorum erat magister…, était mentionné dans un manuscrit de 1131, qui disparu au cours de la Révolution française. Au XIe siècle, Saint-Pair est érigée en baronnie monastique et donnée au Mont-Saint-Michel.
En 1875, lors de fouilles menées dans l'église sous la houlette du chanoine Pigeon, furent mis au jour les fondations  d'une église (l'oratoire de saint Pair ?) ainsi que cinq sarcophages, d'époque carolingienne, dont l'un portait une inscription funéraire de l'abbesse Dodila. L'édifice dégagée mesurait 22 m de long et 7 m de large avec un chœur plus étroit, doté d'une abside hémicirculaire qui n'excédait pas 2,50 m de large sur 3,50 m de profondeur.

## Reliques
L'histoire de Saint-Pair, administrée à partir du XIe siècle par les moines du Mont-Saint-Michel, est marquée par la présence de cinq saints au cours des Ve et VIe siècles, dont les tombeaux et sarcophages peuvent encore aujourd'hui être visités dans l'église :
- Saint Pair (482-565), appelé aussi Paterne, venu de l'abbaye d'Ension dans les Deux-Sèvres près de Poitiers en compagnie de saint Scubilion fonder l'abbaye de Scissy[note 2], dont il fut le premier abbé avant de devenir évêque d'Avranches. Venance Fortunat consacre une biographie à saint Pair : la Vita Paterni. Au cours de sa vie, il réalisa de nombreux miracles. Sa renommée se répandant, le bienheureux fut sollicité par le roi Childebert Ier pour venir à Paris ;
- Saint Gaud aurait été évêque d'Évreux, ce qui semble aujourd'hui peu probable puisque, lors de la découverte de son tombeau en 1131, sa tête repose sur une pierre où il est inscrit « Hic requiescit Gaudius Presbyter ». « Ici repose Gaud prêtre ». Cette pierre, utilisée en remploi dans l'église, est toujours visible dans une chapelle. On attribue souvent à saint Gaud une partie de la vie de saint Pair et notamment la création d'une source d'eau pure qui existe encore aujourd'hui ;
- Saint Aroaste ;
- Saint Scubilion ;
- Saint Senier, qui devint évêque d'Avranches à la suite de saint Pair.

Les armoiries de la commune de Saint-Pair-sur-Mer reflètent cette histoire : elles représentent cinq auréoles flottant au-dessus des eaux qui représentent les cinq saints, le blason étant décoré de la mitre et la crosse des abbés.

## Description
Dans le chœur, une ligne de dallages sur le sol marque l'emplacement du premier oratoire construit par Pair et Scubillion au début du VIe siècle. Le chœur et la tour ont été édifiés au XIIe siècle. Le transept, la nef, la chapelle septentrionale ainsi que l'abside du chœur datent du XIXe siècle.
La tour centrale carrée (1131) avec à l'étage inférieure, au nord et au sud, une double arcature aveugle en plein cintre, a ses arcs qui reposent sur des colonnettes dont les tailloirs sont reliés par un cordon. L'étage supérieur séparé par un léger retrait comporte sur chaque face une baie géminée. Elle est couronnée par une petite corniche à modillons qui supporte une flèche octogonale en pierre, avec quatre clochetons d'angles coniques. Cette dernière possède sur chaque face une longue et étroite lucarne composée de deux colonnettes prenant appui sur la base de la flèche supportant une petite arcade et un avant-toit triangulaire. Restaurée au XIXe siècle, elle est probablement contemporaine de la tour : même appareil de pierre et clochetons très archaïques.

## Protection
L'église est inscrite au titre des monuments historiques par arrêté du 25 février 1928.

## Mobilier
L'église renferme sous les tombeaux modernes, des sarcophages en tuf de Sainteny des saints Pair et Scubilion, ainsi qu'une cuve baptismale du Xe siècle,.